# Mario Mastrangelo
Mario Mastrangelo (La Spezia, 10 gennaio 1900 – Cefalonia, 24 settembre 1943) è stato un militare italiano, ufficiale della regia marina, decorato con medaglia d'oro al valor militare alla memoria.

## Biografia
Nato a La Spezia da padre sottufficiale della marina originario di Noci. È stato allievo dell'accademia navale di Livorno dal 1913 al 1917, anno in cui è stato nominato guardiamarina. Partecipò alla prima guerra mondiale nel 1918, imbarcato prima su siluranti di superficie e poi nella brigata marina posta a difesa del Basso Piave. Per meriti conseguiti durante la grande guerra, venne decorato con medaglia di bronzo e croce di guerra. Nel 1930 venne mandato a Bengasi, dove si sposò nello stesso anno.
Nel giugno 1931 divenne capitano di corvetta. Dal gennaio al marzo 1932 è stato comandante in seconda del cacciatorpediniere Da Noli. Dal marzo 1938 all'ottobre 1940, divenne sottocapo di stato maggiore della marina e capo zona sommergibili presso il comando marina de La Maddalena. Oramai divenuto capitano di fregata, venne posto a capo del comando marina di Cefalonia, Corinto e Argostoli, nella zona greca sotto occupazione militare italiana. Il presidio era di particolare importanza politica per via delle rivendicazioni irredentiste sulle isole ionie, di cui Cefalonia è parte.
L'8 settembre 1943 fronteggiò un tentativo di sbarco tedesco a Cefalonia, riuscendo a distruggere numerose imbarcazioni nemiche. Nei giorni successivi fu l'animatore della resistenza contro i tedeschi. Morì nel corso e in conseguenza dell'eccidio di Cefalonia ad opera di truppe tedesche. Chiese ai tedeschi di essere l'unico a essere ucciso e si dichiarò responsabile della resistenza dei propri uomini sull'isola. I tedeschi, a queste parole, lo trucidarono in mezzo agli uomini che avevano combattuto al suo fianco. È sepolto al Sacrario dei caduti d'oltremare di Bari.